# Culicoides inflatipalpalis
Culicoides inflatipalpalis är en tvåvingeart som beskrevs av Tokunaga 1963. Culicoides inflatipalpalis ingår i släktet Culicoides och familjen svidknott. Inga underarter finns listade i Catalogue of Life.